# George Clinton (musicus)
George Clinton (Kannapolis, 22 juli 1941) is een Amerikaanse muzikant, die als een van uitvinders van de funk wordt beschouwd. Hij is het brein achter de bands Parliament en Funkadelic die gedurende de jaren zeventig en begin jaren tachtig groot waren. Sinds 1981 is hij ook als soloartiest bekend.

## Biografie
Clinton werd geboren in Kannapolis, North Carolina en groeide op in Plainfield, New Jersey. In Plainfield had hij een kapperszaak waar hij al snel de doo-wopgroep The Parliaments vormde, geïnspireerd door Frankie Lymon & the Teenagers. Na een moeizame start werden The Parliaments een succes onder de namen Parliament en Funkadelic (zie ook p-funk).
Clinton heeft verscheidene soloalbums opgenomen, soms onder de naam P-Funk All Stars of George Clinton & the P-Funk All-Stars. In 1982 tekende hij bij Capitol Records als soloartiest, waar hij datzelfde jaar nog Computer Games uitbracht, waar het bekende Atomic Dog opstaat. In de volgende drie jaar heeft Clinton nog drie studioalbums uitgebracht, getiteld You Shouldn't-Nuf Bit Fish, Some of My Best Jokes Are Friends en R&B Skeletons in the Closet, met daarnaast nog een livealbum Mothership Connection (Live from the Summit, Houston, Texas). In deze tijd waren er wat juridische problemen die ook tot financiële problemen leidden, voornamelijk veroorzaakt door royalty- en copyrightproblemen. Tijdens het midden van de jaren tachtig zakte zijn populariteit in elkaar, maar de opleving kwam door de opkomst van rap en hiphop omdat veel rappers hem als belangrijke invloed noemden en hem veelvuldig sampleden. In 1993 deed hij mee op het album Lethal Injection van rapper Ice Cube en dat leverde de klassieker Bop Gun (One Nation) op.
In 1989 bracht Clinton The Cinderella Theory uit op Paisley Park Records, het label van Prince. Dit werd gevolgd door Hey Man, Smell My Finger. Daarna tekende Clinton bij Sony en bracht T.A.P.O.A.F.O.M. (the awesome power of a fully operational mothership) in 1996 uit, waar hij met een aantal voormalige leden van Parliament en Funkadelic werd verenigd.
In 2024 kreeg Clinton een ster op de Hollywood Walk of Fame.

## Discografie

### Albums
| Jaar | Naam                                          | Label                |
| --- | --------------------------------------------- | -------------------- |
| 1982 | Computer Games                                | Capitol Records      |
| 1983 | Urban Dancefloor Guerillas 1                  | CBS Records          |
| 1983 | You Shouldn't-Nuf Bit Fish                    | Warner Bros.         |
| 1985 | Some of My Best Jokes Are Friends             | Capitol Records      |
| 1986 | R&B Skeletons in the Closet                   | Capitol Records      |
| 1986 | The Mothership Connection – Live from Houston |                      |
| 1989 | The Cinderella Theory                         | Paisley Park Records |
| 1990 | Live At the Beverly Theatre In Hollywood 1    | Westbound Records    |
| 1993 | Hey Man, Smell My Finger                      | Paisley Park Records |
| 1996 | T.A.P.O.A.F.O.M. 2                            | Sony Records         |
| 2005 | How Late Do U Have 2BB4UR Absent? 2           | The C Kunspyruhzy    |
| Opmerkingen: Op deze lijst zijn geen verzamelalbums meegenomen. 1. Uitgebracht onder de naam P-Funk All Stars. 2. Uitgebracht onder de naam George Clinton & The P-Funk All Stars. |                                               |                      |